# Thiville
 Thiville  es una localidad y comuna de Francia, en la región de Centro, departamento de Eure y Loir, en el distrito y cantón de Châteaudun.
Su población en el censo de 1999 era de 354 habitantes.
Está integrada en la Communauté de communes des Plaines et Vallées Dunoises.

## Demografía
| 464 | 429 | 402 | 367 | 377 | 354 |
| Para los censos de 1962 a 1999 la población legal corresponde a la población sin duplicidades (Fuente: INSEE [Consultar]) |     |     |     |     |     |